# Struttura algebrica
In matematica, una struttura algebrica è un insieme (chiamato insieme sostegno della struttura) munito di una o più operazioni, ciascuna con la propria arietà (nullaria, unaria, binaria, ecc.) e caratterizzata dal poter avere proprietà quali commutatività, associatività e distributività. Nella pratica della matematica (e in particolare nell'algebra, nella combinatoria e nella geometria) e in alcune sue applicazioni (fisica, chimica, informatica,...) si utilizzano svariate strutture algebriche. Risulta quindi opportuno studiare le strutture algebriche con sistematicità, classificarne i diversi tipi e chiarire le relazioni che le collegano.
In linea generale un insieme sostegno può essere munito di diverse operazioni e per individuare una struttura algebrica senza incorrere in possibili ambiguità, vanno specificate tutte le sue operazioni. Per esempio per specificare la struttura ordinaria di gruppo additivo sull'insieme {\displaystyle \mathbb {Z} } dei numeri interi, si può ricorrere alla notazione {\displaystyle (\mathbb {Z} ,+,0,-)}, ove {\displaystyle +} è la somma usuale, {\displaystyle 0} è lo zero come operazione nullaria, e {\displaystyle -} indica l'operazione unaria che a un intero associa il suo opposto. Nella pratica però le operazioni sono spesso sottintese, e si parla semplicemente del gruppo additivo {\displaystyle \mathbb {Z} }.

## Un elenco di specie di strutture algebriche

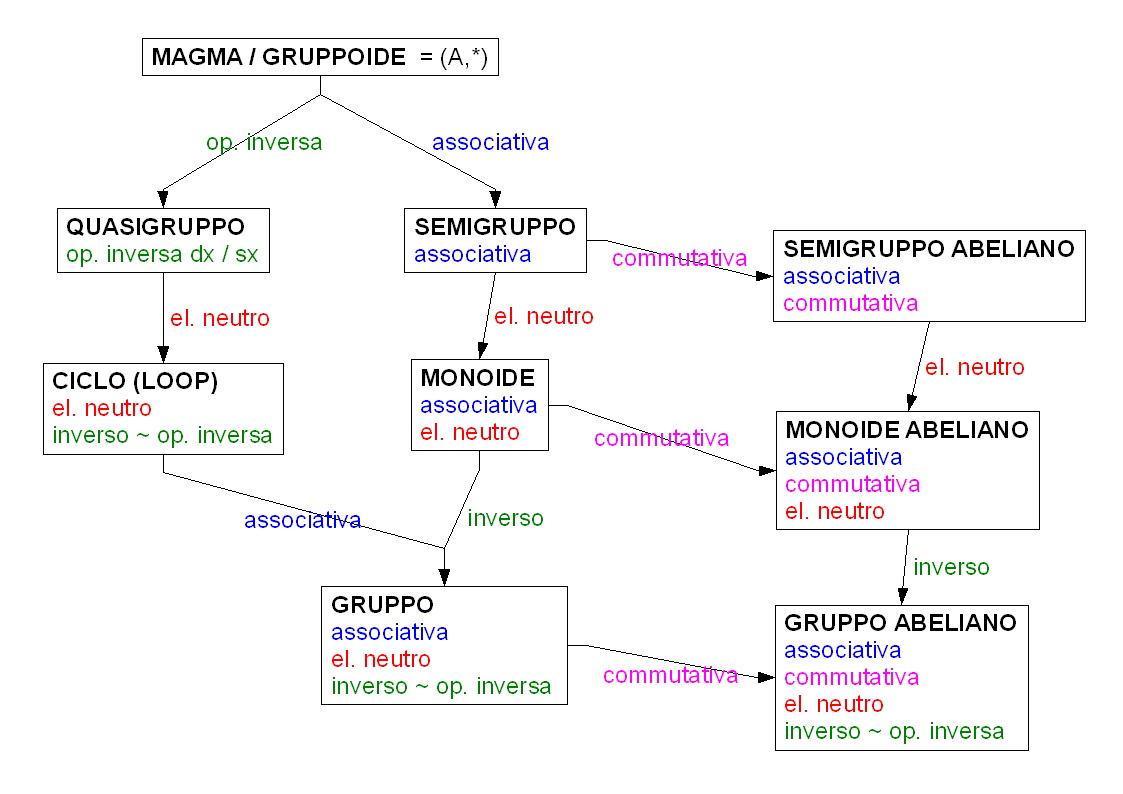
Relazioni fra alcune strutture algebriche con un'operazione binaria. Lo schema mostra la possibilità di definire le strutture più ricche in vari modi; per esempio un gruppo può essere definito come un monoide con elemento inverso, o come un ciclo (loop) la cui operazione sia associativa.

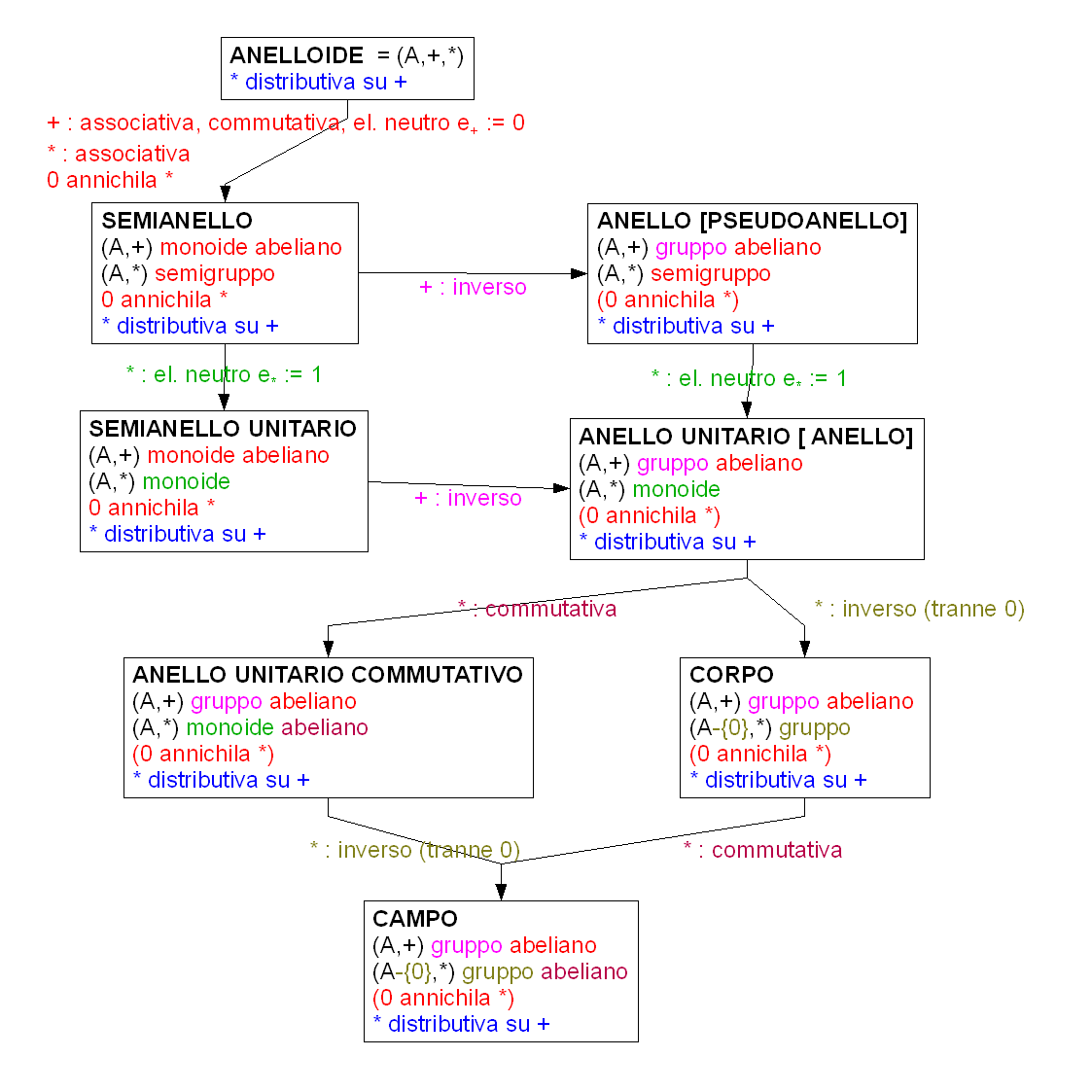
Relazioni fra alcune strutture algebriche con due operazioni binarie. Alcuni autori definiscono "anello" la struttura che altri definiscono "anello unitario"; di conseguenza i primi definiscono "pseudoanello" la struttura che altri definiscono "anello". I colori indicano le proprietà che vengono 'ereditate' dalle strutture più generali. Anche in questo caso le strutture più ricche possono essere definite in vari modi; ad esempio un campo può essere definito come un corpo commutativo o come un anello unitario commutativo con inverso moltiplicativo (tranne che per lo 0).

### Strutture simili ai gruppi
- Magma
- Quasigruppo
- Loop
- Left loop
- Semigruppo
- Monoide
- Gruppoide
- Gruppo
- Gruppo abeliano
- Gruppo di Coxeter

### Strutture simili ai reticoli
- Reticolo
- Semireticolo
- Algebra di Boole
- Algebra di Heyting

### Strutture simili agli anelli
- Semianello
- Pseudoanello
- Quasi-anello
- Anello
- Anello commutativo
- Dominio d'integrità
- Dominio euclideo
- Corpo
- Campo

### Strutture simili agli spazi vettoriali
- Modulo
- Spazio vettoriale
- Spazio affine

### Strutture simili alle algebre
- Algebra su campo, richiamata anche con Algebra
- Algebra graduata
- Algebra di Lie
- Algebra di Jordan
- Algebra di Clifford
- Bialgebra
- Algebra di Hopf

## Sottostrutture, morfismi e composizioni
Con sottostruttura si intende un sottoinsieme di una struttura algebrica chiuso rispetto alle operazioni della struttura. Con le operazioni indotte, una sottostruttura può essere considerata una struttura algebrica a sé stante della stessa specie di quella di partenza (o di una sua sottospecie particolare).
Ad ogni specie di struttura algebrica sono associate particolari funzioni, gli omomorfismi, che preservano le operazioni delle strutture.
Due strutture della stessa specie possono essere composte per dare una struttura più complessa della stessa specie: lo studio di queste composizioni, che tipicamente hanno come sostegno il prodotto cartesiano dei sostegni delle strutture sottoposte a composizione, costituisce il primo passo per la classificazione delle strutture di una specie.
Le proprietà generali delle strutture algebriche collegate ai loro omomorfismi sono studiate come caso particolare nella teoria delle categorie.